# ナタリア・マーマドワ
ナタリア・マーマドワ（Natalya Mammadova、1984年12月2日 - ）は、アゼルバイジャン国籍の元女子バレーボール選手。ソビエト連邦のドネツィク出身（現在のウクライナ、当時のウクライナ・ソビエト社会主義共和国）。ポジションはアウトサイドヒッター。アゼルバイジャン代表。

## 来歴
2004年にアゼルバイジャン国籍を取得し、アゼルバイジャン代表となる。
2005年の2005年バレーボール女子欧州選手権で4位入賞の原動力となり、同年に開催された2006ワールドグランプリ欧州予選と世界選手権のヨーロッパ大陸予選の1位突破に大きく貢献する。
195cmの長身から繰り出される独特のフォームで重厚なスパイクを決め、代表チーム内でも圧倒的なスパイク数で得点を量産する。
欧州チャンピオンズリーグでは2004-05年から2006-07年にかけて3大会連続でベストスコアラーに輝いている。2004-05年大会ではベストスパイカーも受賞している。
その後代表チームではレフトでレセプションに参加するようになる（今までは攻撃専門）。理由は198cmのポリーナ・ラヒモワや200cmのヤナ・マティアソフスカ＝アガエワなどの長身で攻撃専門の選手を同時にコートに起用する為だった。しかし守備が不安定である為に、対戦国からサーブを集中的に狙われ、今までのような強力な攻撃力は息を潜めてしまい、アゼルバイジャン代表も低迷し始めている。
2010年から所属するラビタ・バクーではキャプテンを務めている。
キャプテンとして代表に招集され、2014年早々に行われた世界選手権の欧州予選では、セルビアを破る快挙で2大会ぶりの出場権獲得に大きく貢献した。2017年の欧州選手権で12年ぶりのベスト4入りを果たした。
2021年に現役引退。

## 球歴
- 世界選手権 - 2006年、2018年
- 欧州選手権 - 2005年、2007年、2009年、2011年、2017年
- ワールドグランプリ - 2006年

## 所属クラブ
- ザレチエ・オジンツォボ （2002-2003年）
- アゼルレイル・バクー （2003-2005年）
- ヴォレロ・チューリッヒ（2005-2006年）
- アゼルレイル・バクー （2006-2007年）／*  Bigmat Sanpaolo Chieri （2006-2007年）
- ヴォレロ・チューリッヒ  （2007-2008年）／*  İcaro Palma（2007-2008年）
- テュルクテレコム・アンカラ（2008-2009年）
- ディナモ・クラスノダール (2009-2010年)
- ラビタ・バクー (2010-2012年)
- オミチカ・オムスク(2012-2014年)
- VBCチューリッヒ（2014-2017年）
- ディナモ・カザン（2017-2018年）
- Altay VC（2018年）
- 遼寧（中国語版）（2019年）
- Jakarta Pertamina Energy（2020年）
- ヴォレロ・ル・カネ（2020-2021年）